# Rapiszki (gmina Daugieliszki Nowe)
Rapiszki (lit. Ropiškė) – wieś na Litwie, w okręgu uciańskim, w rejonie ignalińskim, w gminie Nowe Daugieliszki.
Dawniej używana nazwa – Rapiszki I.

## Historia
W czasach zaborów wieś włościańska w okręgu wiejskim Ożany, w gminie Daugieliszki, w powiecie święciańskim, w guberni wileńskiej Imperium Rosyjskiego. W 1866 roku miała 29 mieszkańców w 4 domach. W 1905 roku liczyła 68 mieszkańców, 56 dziesięcin.
W dwudziestoleciu międzywojennym futor leżał w Polsce, w województwie wileńskim, w powiecie święciańskim, w gminie Daugieliszki.
W 1931 w 10 domach zamieszkiwały 44 osoby.
Miejscowość należała do parafii rzymskokatolickiej w Daugieliszkach. Podlegała pod Sąd Grodzki w Święcianach i Okręgowy w Wilnie; właściwy urząd pocztowy mieścił się w Daugieliszkach.